# قانون شهروندی ترکیه

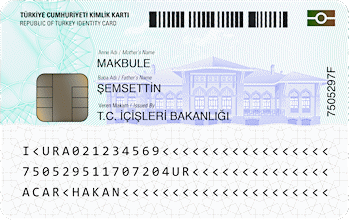
پشت کارت شناسایی ترکیه ای

قانون شهروندی ترکیه اساساً بر اصل خون استوار است. فرزندانی که از یک مادر ترک یا پدر ترک (در ازدواج یا خارج از ازدواج) متولد می‌شوند، از بدو تولد شهروند ترکیه هستند. تلاش برای ترک تابعیت ترکیه (یا اخذ تابعیت از یک کشور دیگر) در ترکیه با دادخواستی به بالاترین مقام اداری در محل اقامت شخص مربوطه و در خارج از کشور به کنسولگری ترکیه ارسال می‌شود. اسناد پردازش شده توسط این مقامات برای اقدام مناسب به وزارت کشور ارسال می‌شود.

## تعریف تابعیت
تابعیت در ماده ۶۶ قانون اساسی ترکیه تعریف شده‌است:

## کارت آبی به عنوان شکلی از "شبه شهروندی "
شهروندان ترکیه ای سابق که مجبور به ترک تابعیت ترکیه شده‌اند (مثلاً به دلیل اینکه در کشوری که معمولاً تابعیت مضاعف را اجازه نمی‌دهد مانند آلمان یا اتریش تابعیت گرفته‌اند) می‌توانند برای کارت آبی (Mavi Kart) اقدام کنند. برخی از حقوق شهروندی به آنها بازمی‌گردد، به عنوان مثال حق زندگی و کار در ترکیه، حق مالکیت زمین یا حق ارث. حق رای مستثنی از این "شبه شهروندی " است.

## کسب تابعیت

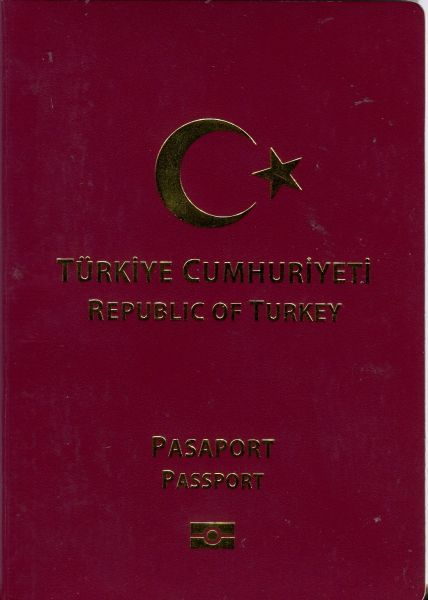
جلد پاسپورت بیومتریک ترکیه

یک تبعه خارجی می‌تواند در صورت داشتن شرایط زیر برای تابعیت درخواست کند:
- رسیدن به سن قانونی طبق قوانین کشور مبدأ متقاضی یا قوانین ترکیه در مورد افراد بدون تابعیت،
- اقامت ترکیه به مدت پنج سال بدون وقفه قبل از درخواست،
- قصد اقامت در ترکیه و نشان دادن آن،
- عدم ایجاد خطر برای سلامت عمومی،
- شخصیت اخلاقی خوب،
- تسلط کافی به زبان ترکی
- درآمد کافی برای امرار معاش خود و سایر افراد وابسته در ترکیه،
- عدم تهدید برای امنیت ملی و نظم عمومی.

داشتن این شرایط به یک تبعه خارجی حق مطلق شهروندی ترکیه را نمی‌دهد.
یک تبعه خارجی که به مدت سه سال است با یک شهروند ترکیه ازدواج کرده‌است و هنوز در ازدواج آن شریک ازدواج است، ممکن است تحت شرایط متفاوتی برای تابعیت درخواست کند:
- اقامت با همسر ترک (در صورت فوت همسر ترک پس از تسلیم درخواست، استثناء اعطا می‌شود)
- فقدان اعمالی که ازدواج را به خطر می‌اندازد،
- تهدیدی برای امنیت ملی و نظم عمومی نیست.

پس از درخواست موفقیت‌آمیز، در صورتی که ازدواج متعاقباً منحل شود، همسر دارای تابعیت ممکن است تابعیت ترکیه خود را حفظ کند، مادامی که هر دو شریک با حسن نیت وارد ازدواج شده باشند.

## تابعیت از طریق سرمایه‌گذاری
از ۱۸ سپتامبر ۲۰۱۸، بر اساس قانون شماره ۵۹۰۱ شهروندان خارجی که در ترکیه سرمایه‌گذاری می‌کنند، حق درخواست شهروندی ترکیه را خواهند داشت.
خارجیانی که واجد هر یک از معیارهای زیر باشند، می‌توانند واجد شرایط شهروندی ترکیه باشند:
- حداقل سرمایه‌گذاری ثابت به مبلغ 400،000 دلار آمریکا یا معادل آن به ارز خارجی یا لیر ترکیه به تأیید وزارت صنعت و فناوری انجام داده‌است.[۴]
- ملکی به ارزش حداقل ۲۵۰,۰۰۰ دلار یا معادل آن ارز خارجی یا لیر ترکیه با محدودیت سند مالکیت برای فروش مجدد آن به مدت حداقل سه سال، به گواهی وزارت محیط زیست و شهرسازی، به تملک درآورده است.
- ایجاد شغل برای حداقل ۵۰ نفر به تأیید وزارت خانواده، کار و خدمات اجتماعی،
- سپرده گذاری حداقل ۵۰۰,۰۰۰ دلار یا معادل آن ارز خارجی یا لیر ترکیه در بانک‌های فعال در ترکیه با شرط عدم برداشت آن به مدت حداقل سه سال که توسط سازمان مقررات و نظارت بانکی تأیید شده‌است.
- اوراق قرضه دولتی به ارزش حداقل ۵۰۰,۰۰۰ دلار یا معادل آن به ارزش ارز خارجی یا لیر ترکیه را با این شرط که حداقل به مدت سه سال به گواهی وزارت خزانه داری و دارایی قابل فروش نباشد، خریداری کرده‌است.
- حداقل ۵۰۰,۰۰۰ دلار یا معادل آن ارز خارجی یا لیر ترکیه سهم صندوق سرمایه‌گذاری املاک یا سهم صندوق سرمایه‌گذاری سرمایه گذاری خطرپذیر را خریداری کرده‌اند، با این شرط که طبق گواهی هیئت بازار سرمایه ترکیه، حداقل به مدت سه سال قابل فروش نباشند[۵]

علاوه بر این، متقاضی و آن دسته از اعضای خانواده که باید در درخواست گنجانده شوند (کودکان زیر ۱۸ سال و همسر متقاضی را می‌توان در نظر گرفت) باید دارای سوابق کیفری واضح باشد که توسط مقامات داخلی وزارت کشور بررسی می‌شود. سند در زمینه پیشینه لازم نیست.
متقاضیان باید مدارکی را که به نام خود صادر شده‌است ارائه دهند که نشان دهنده نام و نام خانوادگی، نام پدر و مادر، شهر محل تولد، تاریخ تولد، شماره شناسایی/گذرنامه، وضعیت تأهل (سند ازدواج در صورت متأهل بودن، مدارک در صورت. مطلقه یا بیوه بودن) و سایر جزئیات اصلی در مورد خودشان باشد. اظهارنامه‌های مالی و مدارک بررسی سوابق کیفری لازم است.
برنامه شهروندی ترکیه از طریق سرمایه‌گذاری سیستم پیش تأییدی که بسیاری از برنامه‌های شهروندی کارائیب دارند را ندارد، اما الزامات درخواست برنامه هم آسان‌تر است و میزان تأیید بالاتر است.
سرمایه‌گذاری انجام شده و ادعا شده توسط اتباع خارجی تحت نظارت و تأیید مقامات دولتی مربوطه قرار می‌گیرد. پس از تأیید سرمایه‌گذاری توسط مقامات دولتی مربوطه، به شهروند خارجی تابعیت ترکیه اعطا می‌شود.

## تابعیت دوگانه
تابعیت مضاعف در قوانین ترکیه امکان‌پذیر است.

## الزامات ویزا برای شهروندان ترکیه

کشورها و مناطقی که دارای ورودی بدون ویزا یا ورود ویزا برای دارندگان پاسپورت ترکیه هستند.

طبق فهرست محدودیت‌های ویزا، دارندگان پاسپورت معمولی ترکیه از اول ژانویه ۲۰۱۹ می‌توانند بدون ویزا یا با دریافت ویزا به ۱۱۷ کشور جهان سفر کنند.

## انواع پاسپورت ترکیه

#### پاسپورت معمولی
پاسپورت معمولی از سال ۲۰۱۰ با نام گذرنامه مارون یا پاسپورت بردو شناخته می شود. پاسپورت مارون برای آن دسته از شهروندان ترکیه می باشد که هیچ کدام یک از انواع گذرنامه های زیر را نمی توانند دریافت و اخذ کنند.

#### گذرنامه ویژه ترکیه یا پاسپورت سبز
به این نوع از پاسپورت در زبان ترکی یسیل پاسپورت گفته می شود. دارندگان این پاسپورت اجازه دارند تا بدون ویزا به اکثر کشورهای اروپایی که تقریباً حدود 67 کشور می باشند، بدون داشتن ویزا سفر کنند. دارندگان پاسپورت معمولی باید هزینة پاسپورت را پرداخت کنند. اما دارندگان پاسپورت سبز برخلاف دارندگان پاسپورت معمولی، از پرداخت این هزینه معاف هستند و فقط باید هزینه دفترچه را پرداخت کنند. پاسپورت یا گذرنامه ویژه یا همان گذرنامه سبز به این افراد داده می‌شود: 1-فرزندان مجرد و غیر شاغل دارندگان پاسپورت سبز که با خانواده خود زندگی می کنند. 2-همسر دارندگان گذرنامه‌های سبز 3- اعضای هیئت علمی و  دانشگاهیانی که دارای حداقل ۱۵ سال سابقه کار باشند 4- شهرداران 5-کارمندان دولتی درجه اول دوم یا سوم 6-کارمندان بازنشسته درجه یک، دوم یا سوم دولتی

#### گذرنامه خدمات ترکیه یا پاسپورت خاکستری
به این گذرنامه در زبان ترکی گری پاسپورت گفته می شود، برای افرادی اخذ می‌شود که دیپلماتیک نیستند اما برای اهداف رسمی و دولتی به خارج از کشور سفر می کنند.  این افراد شامل : 1- ورزشکاران ملی 2- شهروندان ترکیه ای مشغول به کار در سازمان های بین المللی که ترکیه نیز در آن سازمانها عضو است. 3- کارکنان هلال احمر 4- کارکنان انجمن هوانوردی
ویژگی‌های پاسپورت خاکستری ترکیه:
✔ مختص افراد خاص: این گذرنامه برای کارمندانی صادر می‌شود که برای مأموریت‌های دولتی به خارج از کشور اعزام می‌شوند، اما دیپلمات نیستند.
✔ بدون نیاز به ویزا برای برخی کشورها: دارندگان این پاسپورت می‌توانند بدون ویزا به برخی کشورهای اروپایی و حوزه شینگن سفر کنند.
✔ مدت اعتبار محدود: معمولاً برای مدت مأموریت یا وظیفه خاص صادر می‌شود و بعد از اتمام مأموریت باید بازگردانده شود.
✔ عدم استفاده برای سفرهای شخصی: این گذرنامه فقط برای اهداف کاری و مأموریتی قابل استفاده است و برای سفرهای تفریحی یا شخصی معتبر نیست.
چه کسانی می‌توانند پاسپورت خاکستری دریافت کنند؟
🔹 کارمندان دولتی که برای مأموریت‌های رسمی به خارج از کشور اعزام می‌شوند.
🔹 ورزشکاران، هنرمندان و خبرنگارانی که از طرف دولت ترکیه به مأموریت می‌روند.
🔹 افراد مشغول در پروژه‌های بین‌المللی مورد تأیید دولت ترکیه.

#### گذرنامه دیپلماتیک یا پاسپورت سیاه
دریافت این نوع گذرنامه  بعد از سال ۲۰۱۰ با نام ترکی سیاه پاسپورت آغاز شد که افراد زیر مشمول اخذ این نوع از پاسپورت می باشند: 
1_دیپلمات‌ها 2_ فرمانداران استان 3_شهرداران کلانشهرها 4_رؤسای جمهور پیشین 5_نخست وزیران و سخنران‌ها 6_رئیس ستاد کل ارتش ترکیه و معاونان وی 7_ژنرال ها امیرال های چهار ستاره 8_اعضای دادگاه قانون اساسی 9_رئیس قضات دستگاه قضایی و معاونین آنها 10_اعضای سابق و اعضای فعلی مجلس شورای ملی 11_وزیران و معاونان رئیس جمهور 12_مذاکره‌کنندگان که باید به مسائل بین المللی بپردازند 13_همسر دارندگان گذرنامه سیاه و فرزندان آنها که البته گذرنامه آنها تنها در کنار گذرنامه اصلی قابل استفاده میباشد.

#### پاسپورت بیومتریک
این نوع گذرنامه در زبان ترکی با همین نام شناخته می شود و با استانداردهای جدید و از تاریخ 1 ژوئن ۲۰۱۰ صادر می شوند. درخواست این گذرنامه ها را می توان به صورت آنلاین و از طریق وب سایت دولتی ارسال کرد. بعد از ثبت درخواست، گذرنامه بیومتریک از طریق پست به آدرس متقاضیان ارسال خواهد شد. این نوع گذرنامه ها مطابق با استانداردهایی دارای پوشش های رنگی و متفاوت می باشند. برای مثال گذرنامه‌های معمولی با رنگ قرمز و پاسپورت دیپلماتیک با رنگ مشکی شناخته و ارسال شده‌اند. گذرنامه های بیومتریک از سال ۲۰۱۸ به بعد با استفاده از مواد پلی کربنات چاپ شده و امکان لغو روادید اتحادیه اروپا در آینده را خواهند داشت.